# Лабастід-Мюрат
Лабасті́д-Мюра́т (фр. Labastide-Murat) — колишній муніципалітет у Франції, у регіоні Окситанія, департамент Лот. Населення — 674 осіб (2011).
Муніципалітет був розташований на відстані близько 480 км на південь від Парижа, 120 км на північ від Тулузи, 25 км на північний схід від Каора.

## Історія
До 2015 року муніципалітет перебував у складі регіону Південь-Піренеї. Від 1 січня 2016 року належав до нового об'єднаного регіону Окситанія.
1 січня 2016 року Лабастід-Мюрат, Бомат, Фонтан-дю-Косс, Сен-Совер-ла-Валле i Ваяк було об'єднано в новий муніципалітет Кер-де-Косс.

## Демографія
Динаміка населення (INSEE ):
Розподіл населення за віком та статтю (2006):
| Стать | Всього | До 15 років | 15-24 | 25-44 | 45-64 | 65-85 | Понад 85 |
| --- | ------ | ----------- | ----- | ----- | ----- | ----- | -------- |
| Чоловіки | 304    | 48          | 20    | 56    | 104   | 76    | 0        |
| Жінки | 359    | 48          | 28    | 83    | 84    | 104   | 12       |
| \| Статево-вікова піраміда \| Статево-вікова піраміда \| Статево-вікова піраміда \| \| ----------------------- \| ----------------------- \| ----------------------- \| \| Чоловіки \| Вік \| Жінки \| \| 0 \| 85 + \| 12 \| \| 12 \| 80-84 \| 20 \| \| 12 \| 75-79 \| 24 \| \| 36 \| 70-74 \| 20 \| \| 16 \| 65-69 \| 40 \| \| 24 \| 60-64 \| 20 \| \| 32 \| 55-59 \| 24 \| \| 20 \| 50-54 \| 8 \| \| 28 \| 45-49 \| 32 \| \| 40 \| 40-44 \| 55 \| \| 8 \| 35-39 \| 20 \| \| 8 \| 30-34 \| 8 \| \| 0 \| 25-29 \| 0 \| \| 4 \| 20-24 \| 12 \| \| 16 \| 15-20 \| 16 \| \| 20 \| 10-14 \| 24 \| \| 24 \| 5-9 \| 20 \| \| 4 \| 0-4 \| 4 \| |        |             |       |       |       |       |          |
| Статево-вікова піраміда |        |             |       |       |       |       |          |
| Чоловіки | Вік    | Жінки       |       |       |       |       |          |
| 0 | 85 +   | 12          |       |       |       |       |          |
| 12 | 80-84  | 20          |       |       |       |       |          |
| 12 | 75-79  | 24          |       |       |       |       |          |
| 36 | 70-74  | 20          |       |       |       |       |          |
| 16 | 65-69  | 40          |       |       |       |       |          |
| 24 | 60-64  | 20          |       |       |       |       |          |
| 32 | 55-59  | 24          |       |       |       |       |          |
| 20 | 50-54  | 8           |       |       |       |       |          |
| 28 | 45-49  | 32          |       |       |       |       |          |
| 40 | 40-44  | 55          |       |       |       |       |          |
| 8 | 35-39  | 20          |       |       |       |       |          |
| 8 | 30-34  | 8           |       |       |       |       |          |
| 0 | 25-29  | 0           |       |       |       |       |          |
| 4 | 20-24  | 12          |       |       |       |       |          |
| 16 | 15-20  | 16          |       |       |       |       |          |
| 20 | 10-14  | 24          |       |       |       |       |          |
| 24 | 5-9    | 20          |       |       |       |       |          |
| 4 | 0-4    | 4           |       |       |       |       |          |

## Економіка
2010 року серед 380 осіб працездатного віку (15—64 років) 272 були активними, 108 — неактивними (показник активності 71,6%, у 1999 році було 71,8%). З 272 активних мешканців працювало 248 осіб (121 чоловік та 127 жінок), безробітними було 24 (11 чоловіків та 13 жінок). Серед 108 неактивних 26 осіб було учнями чи студентами, 62 — пенсіонерами, 20 були неактивними з інших причин.

У 2010 році в муніципалітеті числилось 296 оподаткованих домогосподарств, у яких проживали 627,5 особи, медіана доходів виносила 16 225 євро на одного особоспоживача

## Персоналії
- Йоахім Мюрат ( 1767 - 1815) — французький воєначальник.